# دویدن در میان ابرها
دویدن در میان ابرها فیلمی به کارگردانی امین فرج پور ساختهٔ سال ۱۳۸۷ است.

## بازیگران
- امیر سفیری
- علی صلاحی
- کیوان ساکت اف
- آرمان کوچکی
- مصطفی پناهنده
- علی بهرامی